# Chapelle Notre-Dame-des-Oiseaux
Pour les articles homonymes, voir Chapelle Notre-Dame et Notre-Dame.
La chapelle Notre-Dame-des-Oiseaux est située dans la base Alfred Faure sur l'île de la Possession, dans l'archipel Crozet des Terres Australes et Antarctiques Françaises. Cette chapelle est un lieu de prière et de recueillement, ainsi qu'un lieu de mémoire des personnes disparues accidentellement sur l’archipel.

## Description
La chapelle est située en contrebas de la base Alfred Faure, face à l'île de l'Est. 
C'est un petit bâtiment de forme rectangulaire (4 m par 3 m), blanc à toit plat en tôle.

## Histoire
La chapelle a été construite en 1984 par les membres de la 21e mission à la suite de l'accident mortel survenu à un jeune ornithologue. Une première rénovation a eu lieu dix ans plus tard : réaménagement de l'intérieur, installation d'une cloche, réalisation d'une fresque illustrant Notre-Dame-des-Oiseaux sur la façade orientale. Cette fresque représente la Vierge Marie les bras écartés vers le bas, entourée d'un couple d'albatros en parade amoureuse.
La chapelle est exposée aux conditions climatiques difficiles de la zone subantarctique : vents forts, humidité importante. Le clocheton en bois tombé lors d'une tempête survenue en décembre 2013 a été remplacé par une structure métallique le 19 août 2014. La fresque mariale très dégradée a également été restaurée en 2014.
Une plaque commémorative rappelle le souvenir des treize marins du Tamaris, probablement disparus en 1887 en tentant de rejoindre l'île de la Possession depuis l'île aux Cochons.

## Philatélie
Le service postal des Terres Australes et Antarctiques Françaises a émis en 1997 un timbre d'une valeur faciale de 5,20 F portant la mention "Crozet - Notre-Dame-des-Oiseaux" et illustré d'une vue générale de la chapelle face à l'île de l'Est, ainsi que d'une vue détaillée du clocheton en bois.

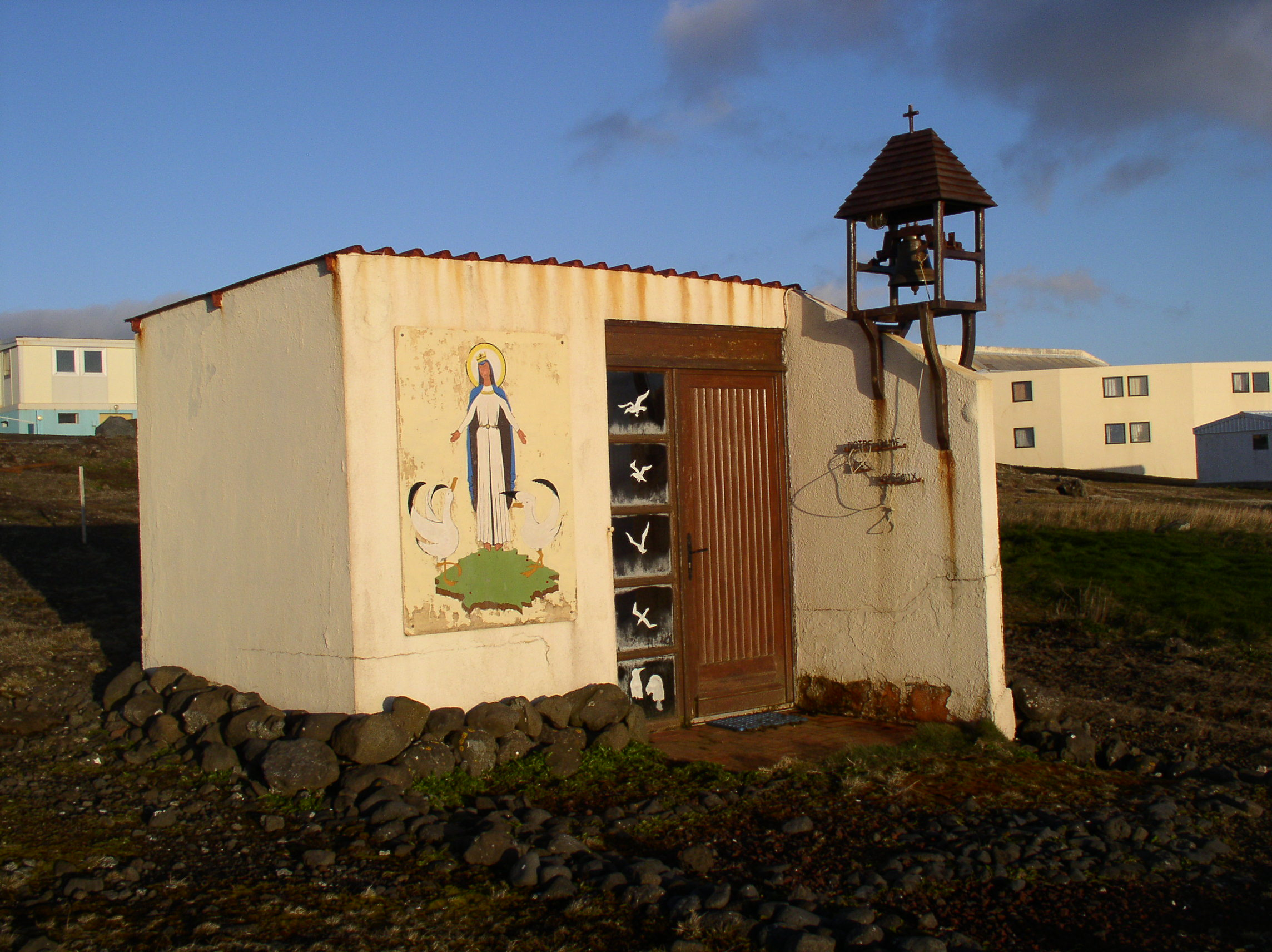
Vue de l'entrée et de la fresque (2003).
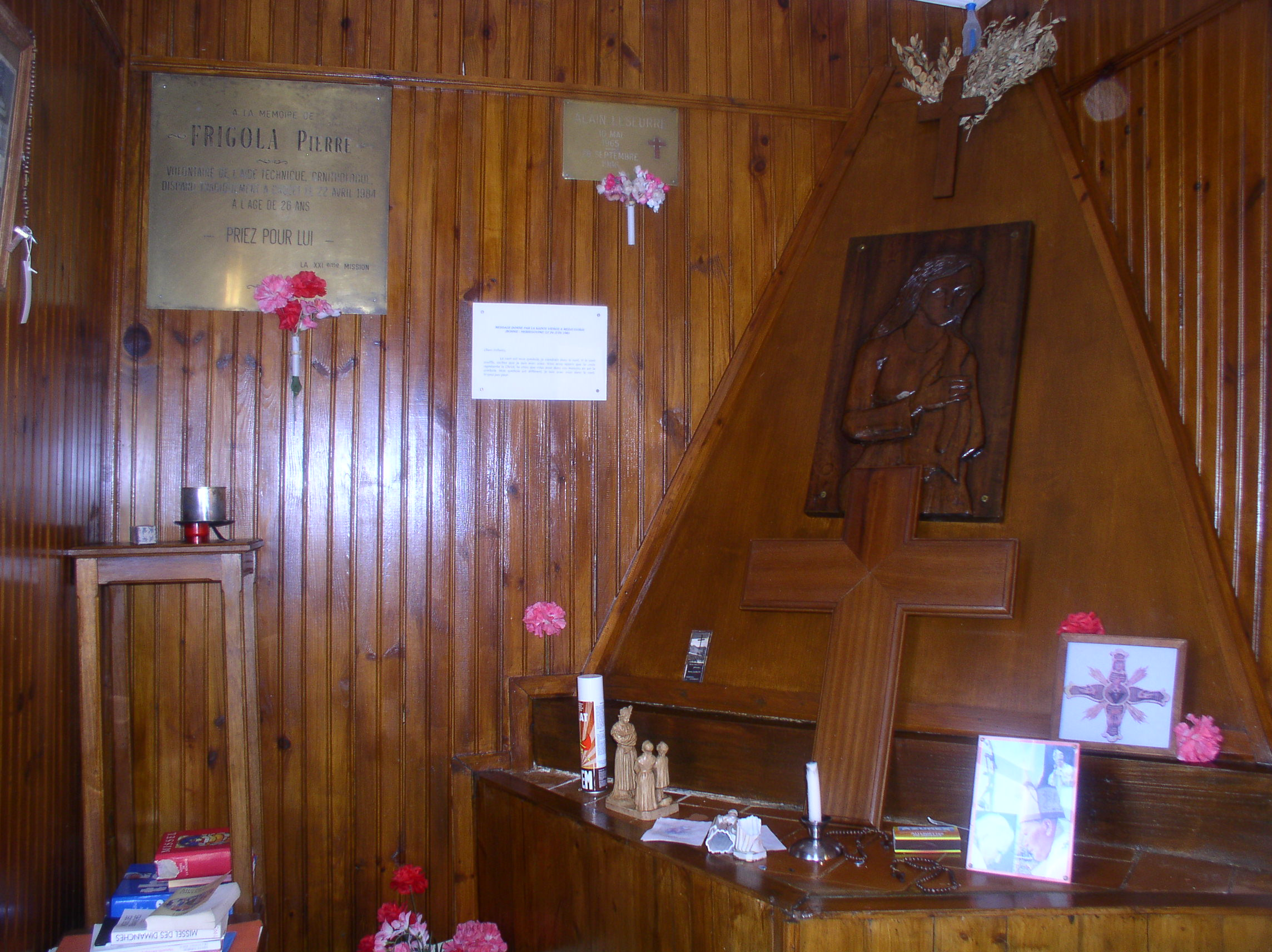
Vue de l'intérieur de la chapelle (2003).
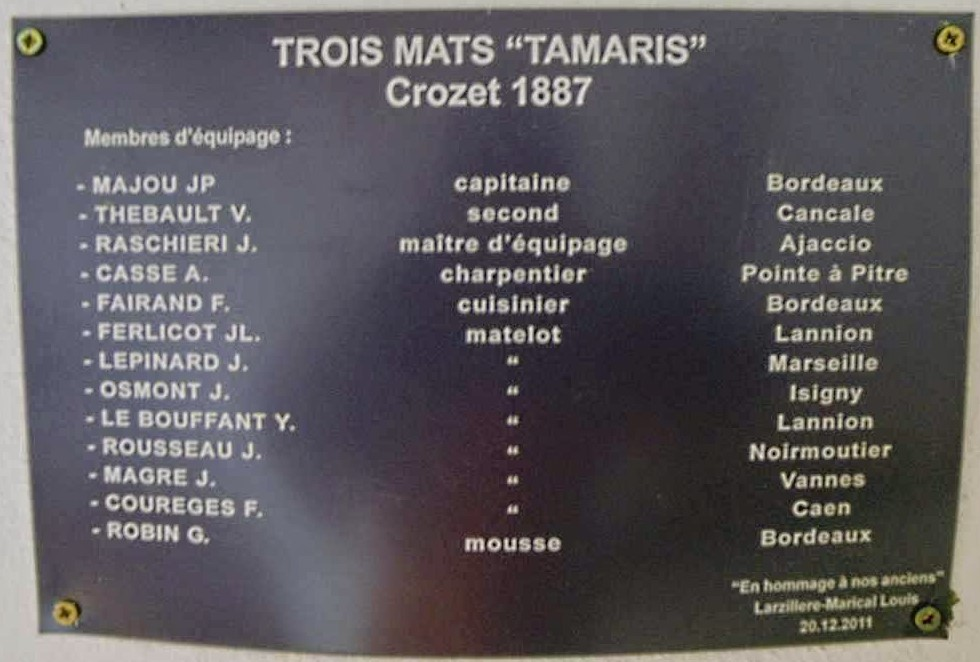
Plaque commémorative en souvenir des disparus du Tamaris.